# 藤森修
藤森 修（ふじもり おさむ、1969年7月26日 - ）は、日本及び北欧デンマークの建築家（Arkitekt MAA EC-Directive No.85/384）
建築教育家。東海大学国際文化学部(札幌キャンパス）教授。2006年より現在まで京都芸術大学非常勤講師。2003年よりデンマーク建築家協会会員。SADI北欧建築・デザイン協会理事、明治大学理工学部建築学科兼任講師、東京芸術学舎講師、東京デザイン専門学校住宅デザイン科講師、バンタンデザイン研究所インテリアデザイン学部講師も務めた。

## 経歴
- 1989年 鎌倉学園高等学校卒業
- 1992年 日本大学理工学部建築学科卒業
- 1994年 芝浦工業大学大学院建設工学研究科修士課程修了。建築家 相田武文に師事
- 1995年からアーキブレーン建築研究所勤務　建築家 水谷碩之に師事
- 1999年までバンタンデザイン研究所インテリア学部講師
- 1999年から独立
- 2000年 デンマーク政府奨学生（オーフス建築大学ARKITEKTSKOLEN I AARHUS所属）
- 2000年‐2005年 デンマーク国内の9つの財団より助成を受け建築提案を行う
- 2003年 デンマークオーフス建築大学卒業（ARKITEKTSKOLEN I AARHUS）
- 2003年 デンマーク建築家資格取得（Arkitekt MAA AKADEMISK ARKITEKTFORENING EC-Directive No.85/384）　デンマーク国内の戸建住宅の設計等を行う
- 2008年まで明治大学理工学部建築学科兼任講師
- 2008年まで東京デザイン専門学校住宅デザイン科及びインテリアデザイン科講師
- 2008年 東海大学芸術工学部建築・環境デザイン学科(旭川キャンパス）准教授
- 2012年 東海大学国際文化学部デザイン文化学科(札幌キャンパス）准教授

## 助成・受賞等
- 1993年 人間と環境ドローイングコンペ　優秀賞　河川と親しむ会
- 2000年 Danish Government Scholarshipより助成
- 2000年 スカンジナビアニッポン笹川財団より助成/デンマークの戸建住宅の調査
- 2002年 Margot og Thorvald Dreyers Fondより助成
- 2002年 De Bielkeske Legaterより助成
- 2002年 Larsen & Nielsen Fondenより助成
- 2002年 アルヴァ・アアルト設計の「北ユトランド美術館」での「FABRIK」展示設計 （デンマーク文化賞にノミネート）
- 2003年 Kong Frederik og Dronning Ingrids Fond（デンマーク王室財団）より助成
- 2003年 Icopal Prisen 2003受賞
- 2004年 Statens Kunstfondより助成（デンマーク文化省）/Art Gallery with Accommodation on Samsø Project
- 2004年 Esther og Jep FinksMindefond for Arkitektur og Kunsthaandvaerkより助成
- 2005年 Margot og Thorvald Dreyers Fondより助成
- 2005年 デンマーク芸術財団（デンマーク文化省）より助成/日本文化会館の設計提案
- 2009年 財団法人 北海道開発協会より助成
- 2009年‐2011年 日本学術振興会  科学研究費助成
- 2021年- 日本学術振興会  科学研究費助成

## 展覧会等
- 1992年 「金沢城址」展　金沢青年会議所主催
- 1993年「建築空間不可視」展 ギャラリー乃木坂　アートホール
- 1993年「第二の水平線・連歌」展 千葉県九十九里浜　屋外展示
- 1994年 「時間を内在した建築」展 高倉風庵美術館 屋外展示
- 1996年 「時間を内在した建築」展写真展　新宿Za Moca Gallery
- 2001年 Klostergade Complex Project（オーフス市に提案した複合商業施設の計画）：オーフス市役所建築課に収蔵
- 2003年 Peter Holms Vej Project：オーフス市役所建築課に収蔵、及びコペンハーゲンのロイヤルアカデミーにて展示
- 2004年 "Art Gallery with Accommodation on Samsoe Project" 展 デンマーク
- 2004年 上記の展覧会図録　“All is Fair in Love and Architecture  Osamu Fujimori”出版（The Architectural Magazine B Copenhagen）
- 2004年 Summerhouse in Aalborg Project展示　Samsoe島 デンマーク
- 2004年 House in Tilst Project展示　Samsoe島 デンマーク
- 2004年 上記の作品がデンマークの建築誌「dk Arkitektur」に掲載（ARKITEKTENSFORLAG，Copenhagen）
- 2004年 Betonlaboratoriet展（屋外家具の常設展示） Samsoe島 デンマーク
- 2008年 SNOW FALL /いとなみ 　札幌芸術の森美術館
- 2011年 「署名の弱いデザイン」－降雪現象により現れる雪景－　札幌駅前通地下歩道空間　北4条展示空間
- 2012年 「降雪現象により現れる雪景」展　上野ファーム　ナヤカフェ・ギャラリー
- 2015年 旭川デザイン協議会展2016 作品出展　旭川デザインギャラリー
- 2016年 旭川デザイン協議会展2017「ココロミ展」作品出展　旭川デザインギャラリー
- 2017年 旭川デザイン協議会展2018「ADA Design×Market」展　作品出展　旭川デザインギャラリー
- 2018年 旭川デザイン協議会展2019「20th Anniversary Event」展　作品出展　旭川デザインギャラリー
- 2018年 台湾（台北）にて作品展示　Works of Osamu Fujimori
- 2019年 ADA exhibition 2020「降雪現象により現れる雪景」出展　旭川デザインギャラリー
- 2020年 ADA exhibition 2021  Summerhouse in Aalborg Project出展　旭川デザインギャラリー

## 主な論文
- 2009年　SNOW FALL /いとなみ、東海大学芸術工学部紀要、創刊号
- 2009年　市民の批判と共に生きるデンマークの都市とデザイン、都市計画（社団法人日本都市計画学会）、第28号
- 2009年　デンマークの街と建築の軌跡から、スカンジナビアンスタイル、第23号
- 2009年　次世代に引き継ぐ住まい、旭川デザイン協議会会報 ADA旭川デザイン協議会、第20号
- 2010年　北海道の戸建住宅及び集合住宅における犯罪誘発空間の調査研究、開発こうほう、第564号
- 2010年　北海道の戸建住宅及び集合住宅における犯罪誘発空間の調査研究と改善案の提案、平成21年度助成研究論文集
- 2010年　市民の批判と共に生きるデンマークの都市、東海大学高等教育研究、第2号
- 2010年　北欧デンマークにおける1950年代以降の集合住宅の変遷を辿る、東海大学　北方生活研究所NR+ 、第36号
- 2011年「署名の弱いデザイン」の報告と今後の展開、東海大学芸術工学部紀要、第3号
- 2011年　市民の批判と共に生きる北欧デンマークの軌跡、開発こうほう（財団法人北海道開発協会）、第579号
- 2011年　北欧・デンマークの安全な住まい、「あさひかわオープンカレッジ」報告集
- 2011年　北欧デンマークにおける1950年代以降の集合住宅の変遷を辿る②、東海大学　北方生活研究所NR+ 、第37号
- 2011年　一枚のスナップショットに依拠した建築、東海大学芸術工学部紀要、第4号
- 2012年　署名の弱いデザイン　積雪寒冷地における冬期デザイン教育の試み、東海大学高等教育研究、第4号
- 2014年　わが国のマンションにおける「隣人排除型」住環境の研究と改善案の提案、研究奨励補助計画報告書、第38号
- 2014年　北海道内学生企画展「アートに触れる」、東海大学高等教育研究、第12号
- 2014年　デンマークにおける住人同士の親和性を活発化させる集合住宅と課題、東海大学国際文化学部紀要、第7号
- 2014年　北欧デンマークにおける1950年代以降の集合住宅の変遷を辿る、東海大学　北方生活研究所NR+ 、第37号
- 2015年　インスタレーション・ワークとしての建築空間の探求、東海大学高等教育研究、第13号
- 2015年　建築空間のトランスフォーメーションと展望、東海大学国際文化学部紀要、第8号
- 2016年　建築空間の読解術 デンマーク オーフス建築大学での試行を通して、東海大学国際文化学部紀要、第9号
- 2016年　ランドスケープの模型製作による建築教育の試行と展望、東海大学高等教育研究、第16号
- 2017年　名作住宅のモデリングによる建築教育の試行、東海大学高等教育研究、第18号
- 2017年　現代台湾における建築・デザイン文化の潮流と展望（前編）、東海大学国際文化学部紀要、第10号
- 2018年「ソニア・ポールの庭」の模型製作による建築教育の試行、東海大学高等教育研究、第19号
- 2018年　現代台湾における建築・デザイン文化の潮流と展望（後編）、東海大学国際文化学部紀要、第11号
- 2019年　積雪寒冷地におけるランドスケープデザイン手法の提案、芸術工学会誌（芸術工学会）、第79号
- 2019年　旧石切山駅舎のリノベーション計画、環境芸術（環境芸術学会）、第26号
- 2020年　積雪寒冷地におけるランドスケープデザイン手法の提案 その2、芸術工学会誌（芸術工学会）、第81号
- 2020年　住環境を補完する空間の提案、環境芸術（環境芸術学会）、第24号
- 2021年　コロナ下の住環境を補うリモートワーク空間の提案、芸術工学会誌（芸術工学会）、第83号
- 2021年　積雪寒冷地における環境アート作品、日本雪工学会誌（日本雪工学会）、Vol.38